# Gitte Madsen
Gitte Madsen, née le 24 mars 1969 à Herning, est une ancienne handballeuse internationale danoise qui évoluait au poste de 
Avec l'équipe du Danemark, elle participe notamment aux jeux olympiques de 1996 où elle remporte la médaille d'or,.
Elle remporte également le titre de championne du monde en 1997.

## Palmarès

### Sélection nationale
Jeux olympiques
- médaille d'or aux Jeux olympiques de 1996 à Atlanta

championnats du monde
- vainqueur du Championnat du monde 1997
- finaliste du Championnat du monde 1993
- médaille de bronze du Championnat du monde 1995

championnats d'Europe
- vainqueur du Championnat d'Europe 1996

### Club
- vainqueur de la coupe des vainqueurs de coupe en 1999 (avec Bækkelagets SK)